# Парламентские выборы в Лаосе (1989)
Парламентские выборы 1989 года были проведены в Лаосе 26 марта. Это были первые парламентские выборы, которые проходили после прихода к власти Народно-революционной партии Лаоса (НРПЛ). В общей сложности на 79 мест в Национальной ассамблее претендовал 121 кандидат, из которых примерно две трети были членами НРПЛ. НРПЛ одержала победу, завоевав 65 мест. Явка избирателей составила 98,4 %..

## Результаты выборов
| Партия                             | Число поданных голосов | %   | Число мест в Национальной ассамблее |
| ---------------------------------- | ---------------------- | --- | ----------------------------------- |
| Народно-революционная партия Лаоса |                        | 82  | 65                                  |
| Независимые                        |                        | 18  | 14                                  |
| недействительных бюллетеней        |                        | -   | -                                   |
| Всего                              |                        | 100 | 79                                  |
| Источник: Nohlen et al.            |                        |     |                                     |